# Rovni (Krasnodar)
Rovni (del ruso: Ровный) es un posiólok del raión de Kushchóvskaya del krai de Krasnodar, en Rusia. Está situado 29 km al nordeste de Kushchóvskaya y 190 km al norte de Krasnodar, la capital del krai. Tenía 185 habitantes en 2010
Pertenece al municipio Kushchóvskoye.

## Historia
Pertenecía anteriormente al selsovet Stepnianskoye.